# Frozenbyte
Frozenbyte ist ein finnisches Entwicklerstudio für Computer- und Videospiele mit Sitz in Helsinki. Es wurde 2001 gegründet und ist heute eines der größten Ausbildungsstudios in Finnland. Bekannt wurde das Unternehmen 2009 durch die „Trine“-Reihe.

## Geschichte
Frozenbyte wurde 2001 in Helsinki, Finnland gegründet. Das Unternehmen startete mit einigen Mitarbeitern und hat heute um die hundert Arbeitsplätze.
Die ersten eigenen Titel von Frozenbyte waren Shadowgrounds und Shadowgrounds Survivor, welche im Jahr 2005 und 2007 erschienen sind. 2009 brachte das Unternehmen den ersten Teil der Spieleserie „Trine“ auf den Markt. Einige Jahre später folgten die Nachfolger Trine 2 und Trine 3. Die Spiele wurden insgesamt mehr als acht Millionen Mal verkauft.
2013 erschien eine erweiterte Version von Trine 2, genannt „Trine 2: Complete Story“, welche die Erweiterung „Goblin Menace“ enthielt, die vorher nur als In-App-Kauf zur Verfügung stand, sowie das Zusatzlevel „Dwarven Caverns“. Ein Jahr später veröffentlichte Frozenbyte eine aktualisierte Version des ersten Teiles der Serie, die Trine Enchanted Edition. Dort wurde u. a. die Grafik-Engine von dem neueren Trine 2 übernommen und es wurde eine Möglichkeit zur Schnellspeicherung hinzugefügt. Im Jahr 2015 erschien der dritte Teil der Serie Trine 3: The Artifacts of Power.

## Technik
Frozenbyte veröffentlichte Spiele auf vielen Plattformen, darunter Xbox 360, PlayStation 3, Wii U, Nintendo Switch, Xbox One, PlayStation 4, Windows, Mac, Linux, Android und iOS. Die Spiele laufen größtenteils auf einer eigenen Grafik-Engine. Die Spiele von Frozenbyte basieren u. a. auf den Programmiersprachen C++, C# und LUA.

## Spiele
| Jahr | Titel                           | Genre                                        | Plattform                                                                         |
| ---- | ------------------------------- | -------------------------------------------- | --------------------------------------------------------------------------------- |
| 2005 | Shadowgrounds                   | Top-Down-Shooter                             | Windows                                                                           |
| 2007 | Shadowgrounds Survivor          | Top-Down-Shooter                             | Windows                                                                           |
| 2009 | Trine                           | Fantasy Action, Platformer, Puzzle           | Linux, Windows, Playstation 3, Mac                                                |
| 2012 | Trine 2                         | Fantasy Action, Platformer, Puzzle           | Wii U, Mac („Goblin Menace“ über In-App-Kauf für OS X 10.9. oder älter)           |
| 2013 | Trine 2: Complete Story         | Fantasy Action, Platformer, Puzzle           | Android, Linux, Windows, Mac, PlayStation 4                                       |
| 2014 | Trine: Enchanted Edition        | Fantasy Action, Platformer, Puzzle           | Linux, Mac, Windows, PlayStation 4, Wii U                                         |
| 2015 | Trine 3: The Artifacts of Power | Fantasy Action, Platformer, Puzzle           | Linux, Mac, Windows, PlayStation 4                                                |
| 2016 | Shadwen                         | Action-Adventure, Stealth                    | Linux, Mac, Windows, PlayStation 4                                                |
| 2017 | Has-Been-Heroes                 | Action-Adventure, Fantasy Action, Rogue-like | Nintendo Switch, Windows, PlayStation 4, Xbox One                                 |
| 2017 | Nine Parchments                 | Action-Adventure, Fantasy Action             | Nintendo Switch, Windows, PlayStation 4, Xbox One                                 |
| 2019 | Trine 4: The Nightmare Prince   | Fantasy Action, Platformer, Puzzle           | Nintendo Switch, Windows, PlayStation 4, Xbox One                                 |
| 2021 | Starbase (Early-Access)         | Sci-Fi-MMO                                   | Windows (Steam)                                                                   |
| 2023 | Trine 5: A Clockwork Conspiracy | Fantasy Action, Platformer, Puzzle           | Nintendo Switch, Windows, PlayStation 4, PlayStation 5, Xbox One, Xbox Series S/X |